# Dário Meira
Dário Meira – miasto i gmina w Brazylii, w stanie Bahia. Znajduje się w mezoregionie Centro-Sul Baiano i mikroregionie Vitória da Conquista.